# 費氏大戟
費氏大戟（学名：Euphorbia francoisii），又名費朗科西大戟或彩葉麒麟，是馬達加斯加特有的一種大戟屬植物。它們生長在亞熱帶或熱帶的乾旱森林及叢林，但受到環境破壞的威脅。